# Келли, Эрин
Эрин Келли (англ. Erin Kelly; род. 21 августа 1981, Пойнт-Лома) — американская актриса театра и кино.

## Биография
Эрин Роуз Келли родилась 21 августа 1981 года в городе Пойнт-Лома, Сан-Диего, Калифорния, США. Родители Джон и Ян Келли, младший брат Джейсон Кертис. С 6 лет Эрин стала участвовать в школьных спектаклях. В 7 классе она уже играла в молодёжном театре, где впервые получила главную роль (Гретель) в спектакле «Гензель и Гретель». В 9 лет Эрин вместе с семьей переехала в Боулдер (Колорадо). В 16 лет она окончила среднюю школу Вальдорфа. Для продолжения учёбы в колледже Манхэттена Эрин уезжает в Нью-Йорк, а затем переезжает в Лос-Анджелес, где становится студенткой технической школы Майснер. В это время она начинает сниматься в рекламе, участвует в театральной труппе Раскин.
В 2004 году состоялся дебют Эрин в кино. Наиболее известна по ролям в фильмах «Полюбить Аннабель», «Пробуждая Мэдисон» и сериале «Подача».

## Фильмография
| Год       |     | Русское название              | Оригинальное название      | Роль            |
| --------- | --- | ----------------------------- | -------------------------- | --------------- |
| 2004      | кор | В поисках Кейт                | Finding Kate               | Кейт            |
| 2004      | ф   | Горно: Американская трагедия  | Gorno: An American Tragedy | Джен            |
| 2006      | ф   | Полюбить Аннабель             | Loving Annabelle           | Аннабель Тилман |
| 2006—2007 | с   | В перерыве                    | Beyond the Break           | Эрин            |
| 2008      | кор | Процесс                       | Process                    | девушка         |
| 2008—2011 | с   | Подача                        | Feed                       | Тара Франклин   |
| 2009      | кор | Сонный Джои                   | Sleepy Joe                 | Джен            |
| 2010      | ф   | Пробуждая Мэдисон             | Waking Madison             | Грейс           |
| 2010      | кор | Аномальное похищение          | Abnormal Abduction         | Кэрол           |
| 2011      | кор | Хиппи идут к яппи             | Hippie Go Yuppie           | девушка         |
| 2012      | кор | Странный любовный треугольник | Bizarre Love Triangle      | Николь          |
| 2014      | ф   | Гёрлтрэш: Всю ночь напролет   | Girltrash: All Night Long  | Кэнданс         |
| 2015      | кор | Старик                        | The Old Man                | женщина         |